# Violette duinbekerzwam
De violette duinbekerzwam (Peziza boltonii) is een zakjeszwam behorend tot de familie Pezizaceae.

## Eigenschappen
De violette duinbekerzwam is te herkennen door zijn violette beker die tot 7 centimeter breed kan worden, aan de buitenzijde bezaaid met donker violette wratjes.

## Leefomgeving
Deze soort groeit op een kalkrijke bodem.

## Verspreiding
De violette duinbekerzwam komt voor op Zuid-Europese zandstranden en is ook in België, Denemarken en Ierland aangetroffen. In Nederland komt hij voor in Limburg en in de duinen van Noord-Holland en Zuid-Holland. 